# Искужин, Адигам Динисламович
Адигам Динисламович Искужин (баш. Исҡужин Әҙеһәм Динислам улы; 27 января 1928, Темясово, Башкирская АССР — 19 марта 2003, Уфа) — башкирский музыкант, народный певец и педагог; Заслуженный работник культуры Республики Башкортостан (1993).
В репертуаре А. Д. Искужина 
свыше 200 башкирских народных песен и наигрышей.

## Биография
Родился 27 января 1928 года в деревне Темясово Зилаирского кантона Башкирской АССР (ныне — Баймакского района Республики Башкортостан).
В 1945 году окончил Темясовское башкирское педагогическое училище, начав свой трудовой путь учителем Юмашевской восьмилетней школы Баймакского района.
В 1954 году продолжил учебу в Уманьском лётном военном училище, затем в — Башкирском государственном университет (окончил в 1971 году), (ныне Уфимский университет науки и технологий).
В период с 1961 по 1996 годы Адигам Искужин работал в Башкирской республиканской гимназии-интернате № 1 им. Рами Гарипова и Уфимской городской башкирской гимназии № 20 имени Ф. Х. Мустафиной. Одновременно руководил кружками курая, в числе его учеников: Азат Аиткулов, Юлай Гайнетдинов, Роберт Юлдашев, Риф Габитов, Айрат Кубагушев, Зия Халилов и другие.
Свою жизнь и творчество Адигам Искужин посвятил распространению искусства игры на курае среди школьников и студентов. С начала 1960-х годов он вел педагогическую деятельность, прививая любовь к народному инструменту и родному краю. Давал уроки курая, выезжая в районы республики и соседние регионы.
Умер 19 марта 2003 года в Уфе, похоронен на родине.
Жена — Кусимова, Тансылу Хажимовна (1927—1999), языковед, кандидат филологических наук, Заслуженный работник культуры Республики Башкортостан.

## Память
- За значительный вклад в сохранение и развитие духовного культурного наследия башкирского народа, имя Адигама Искужина присвоено Детской музыкальной школе в деревне Темясово и Детской музыкальной школе № 9 города Уфа[4], а также ансамблю кураистов и кабинету курая гимназии-интерната № 1.
- В родном селе и городе Баймак его именем названы улицы.
- В 2008 году в Уфе учреждён открытый городской конкурс кураистов имени Адигама Динисламовича Искужина[5].